# Holochilus
A Holochilus az emlősök (Mammalia) osztályának rágcsálók (Rodentia) rendjébe, ezen belül a hörcsögfélék (Cricetidae) családjába tartozó nem.

## Rendszerezés
A nembe az alábbi 3 faj tartozik:
- Holochilus brasiliensis Desmarest, 1819
- Holochilus chacarius Thomas, 1906
- Holochilus sciureus Wagner, 1842 - típusfaj